# Khalaf Al-Hosani
Khalaf Al-Hosani (Arabic:خلف الحوسني) (sinh ngày 23 tháng 2 năm 1996) là một cầu thủ bóng đá người Các Tiểu vương quốc Ả Rập Thống nhất. Hiện tại anh thi đấu cho Al Dhafra.